# فنسنت دان
فنسنت دان (بالإنجليزية: Vincent Dunn)‏ هو كاتب ورجل إطفاء أمريكي، ولد في 12 مايو 1935 في كوينز في الولايات المتحدة.